# Derby Sketching Club
Il Derby Sketching Club è un club di soci che si riunisce nella città di Littleover, nei pressi di Derby, in Inghilterra. Venne fondato nel 1887 e si riunisce cinque volte a settimana, offrendo ai propri membri strutture dove, sia essi che altri ,possano lavorare e condividere il proprio interesse per la pittura ed il disegno. Tra i primi membri vi furono F. Booty, Alfred John Keene, William Swindell, George Thompson, Charles Terry e Frank Timms. In seguito ne hanno fatto parte anche Ernest Townsend, R. W. Bardill, Harold Gresley e J. P. Wale.

## Storia
Nel 1887 un gruppo di giovani tenne una riunione presso l'Hotel County, a Derby, dove fondò il Derby Sketching Club con l'obiettivo di fornire un luogo dove condividere con altri la Passione per l'arte. Stabilirono una tassa annua di due scellini e sei pence. La prima mostra dei loro lavori si tenne nel mese di gennaio 1889, presso le Athenaeum Rooms.
Nel 1922 si formò il Derby Ladies Art Group e fu solo nel 1951, per il Festival of Britain, che per la prima volta i due gruppi tennero una mostra collettiva. I due club si fusero nel 1966.
Il collezionista d'arte Alfred Goodey raccolse gran parte del lavoro dei membri del Derby Sketching Club e nel 1940 lo donò al Derby Museum and Art Gallery.
Ad oggi ci sono sessioni ordinarie per i soci, con pittura dal vero, ritratto e nature morte. Vengono inoltre tenute conferenze, mostre ed invitati ospiti.